# Moonshine
Moonshine är en kanadensisk komedi- och dramaserie som hade premiär den 14 september 2021 på CBC Television. Den tredje säsongen hade premiär den 16 juli 2023 på samma kanal. Serien är skapad av Sheri Elwood.

## Handling
Serien kretsar kring fem syskon som kämpar för att ta över familjeföretaget Moonshine,  en fallfärdig semesteranläggning belägen i Nova Scotia, som hotas av konkurs.  som hotas av konkurs. Ägarna till Moonshine, Bea och Ken Finley-Cullen bär även på gammal hemlighet.

## Rollförteckning i urval
- Jennifer Finnigan - Lidia Bennett
- Anastasia Phillips - Rhian Finley-Cullen
- Emma Hunter - Nora Finley-Cullen
- Tom Stevens - Ryan Finley-Cullen
- Alexander Nunez - Sammy Finley-Cullen
- Erin Darke - Crystal LeBlanc
- Farid Yazdani - Oscar Finley-Cullen
- Corrine Koslo - Bea Finley-Cullen
- Peter MacNeill - Ken Finley-Cullen